# Neostichtis nigricostata
Neostichtis nigricostata är en fjärilsart som beskrevs av George Francis Hampson 1908. Neostichtis nigricostata ingår i släktet Neostichtis och familjen nattflyn. Inga underarter finns listade i Catalogue of Life.